# Содомора Михайло
Михайло Содомора (13 листопада 1877, с. Бенева, нині Тернопільського району — осінь 1919) — український громадсько-політичний діяч, селянин.

## Життєпис
Народився 13 листопада 1877 року в с. Бенева (нині  Тернопільського району, Тернопільська область, Україна) в селянській сім'ї. 
Вів у родинному селі господарство. Приймав активну участь у громадському житті Підгаєччини. 
Член Ширшого народного комітету УНДП.
У 1908-1913 роках посол до Галицького крайового сейму: округ Підгайці — Козова, діяв в Українсько-руському соймовому клубі, обраний від IV курії. 
У грудні став делегатом Української Національної Ради ЗУНР від Підгаєцького повіту, учасник лютневої, березнево-квітневої сесій у Станиславови, в січні 1919 року учасник Акту Злуки ЗУНР та УНР, делегат Трудового конгресу України в Києві.